# Casa natal de Cesar Zama
A Casa natal de César Zama está localizado na cidade de Caetité, no estado da Bahia. Está tombado por causa de sua importância histórica, pois foi nesta casa que nasceu César Zama (1837-1906), foi um médico, político e escritor brasileiro.

## Tombamento
A edificação está tombada pelo Instituto do Patrimônio Artístico e Cultural da Bahia - IPAC no dia 11 de Julho de 2008.

## Histórico
Aristides César Spínola Zama nasceu no dia 19 de novembro de 1837, na cidade de Caetité, filho de César Zama, médico natural de Faenza, na Itália, foragido de seu país sob a acusação de conspiração, e de Rita Sofia de Azevedo Spínola, de tradicional família baiana Spínola. Passou parte de sua infância nessa casa e mudou-se para Salvador para fazer os estudos preparatórios no Colégio Baiano, do barão de Macaúbas, ingressando posteriormente na Faculdade de Medicina da Bahia e formando-se em 1858 em ciências médico cirúrgicas.

### Feitos e obras
Ao longo de sua vida participou ativamente da política durante o império e a república. Em 1865, no início da Guerra do Paraguai, se alistou como médico voluntário do Corpo de Saúde e serviu nos hospitais de sangue durante o conflito.
Escreveu Libelo republicano – comentários  sobre a Campanha de Canudos e as obras Os grandes oradores da Antiguidade e Os grandes capitães da Antiguidade.
César Zama faleceu em Salvador no dia 20 de outubro de 1906, aos 69 anos de idade. Foi casado com Hermínia Luísa Rocha Zama e não tiveram filhos.